# Hudi graben
Hudi graben je potok, ki izvira v okolici naselja Brezje pri Tržiču na Gorenjskem. V bližini vasi Peračica izliva v potok Lešanjščica, ki se nato kot levi pritok izliva v potok Peračica, ta pa se naprej kot levi pritok izliva v Savo.